# 라트베리아

라트베리아의 국기

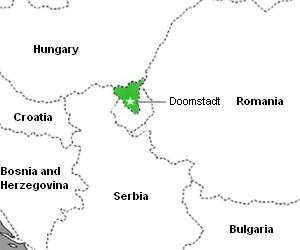
라트베이아가 위치한 지도

라트베리아(영어: Latveria)는 마블 코믹스가 출판한 미국 만화책들에 등장하는 가상의 국가이다. 마블 코빅 타이틀의 스토리라인 안에서 "닥터 둠에 의해 통치를 받는 격리된 유럽 국가"로 묘사된다.